# Toronto-Dominion Bank

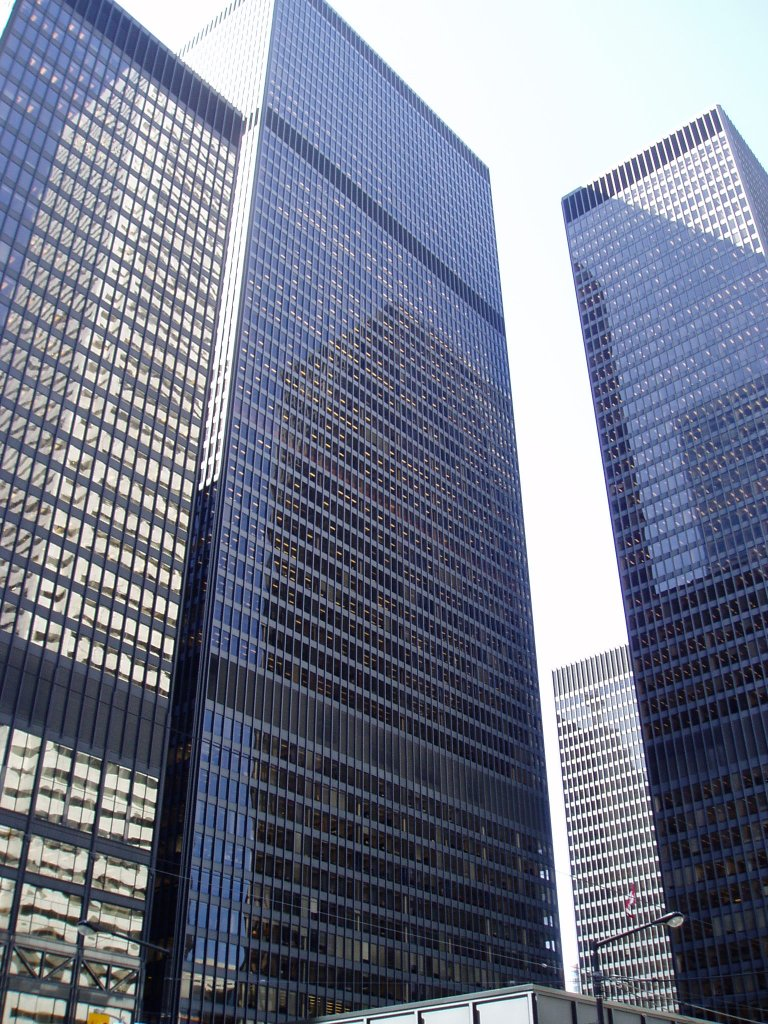
Toronto-Dominion Center

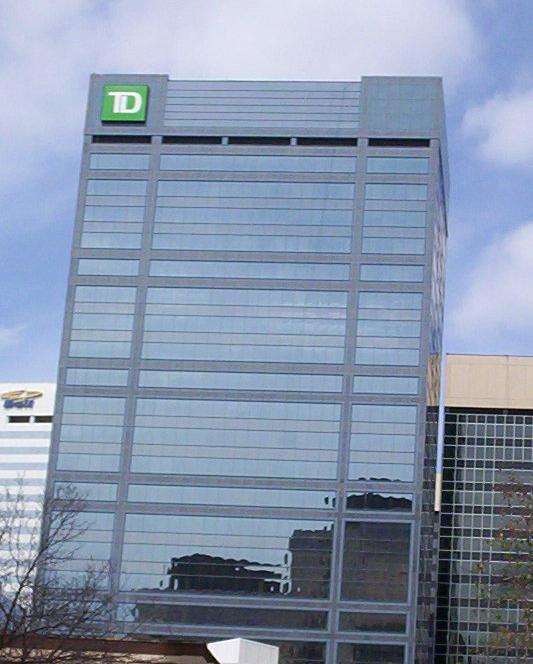
Toronto-Dominion Bank in Edmonton

Toronto-Dominion Bank (TD) ist ein kanadisches Unternehmen mit Firmensitz in Toronto. Das Unternehmen ist im Aktienindex S&P/TSX 60 gelistet. Das Unternehmen bietet Finanzdienstleistungen für seine Kunden an. Toronto-Dominion Bank ist das zweitgrößte Kreditinstitut in Kanada. 1855 wurde die Bank of Toronto gegründet und 1871 entstand die Dominion Bank. 1955 fusionierten diese beiden Banken zur Toronto-Dominion Bank. Sie hat ihren Sitz im gleichnamigen Toronto-Dominion Centre im Financial District von Toronto.
Seit 2019 wird die Toronto-Dominion Bank vom Financial Stability Board auf der Liste global systemrelevanter Banken geführt. Sie unterliegt damit einer besonderen Überwachung und strengeren Anforderungen an die Ausstattung mit Eigenkapital.

## Geschichte
Die Bank wurde im Jahre 1855 von einer Gruppe Unternehmer in Westkanada (heute Provinz Ontario) gegründet. Ziel war es, eine Institution zu gründen, die spezifische Finanzdienstleistungen für die Unternehmer anbietet. 1854 wurde die erste Petition der damaligen Provinzregierung vorgelegt. Somit nahm die neugegründete Millers, Merchants and Farmers Bank of Canada West erste Züge an. Am 18. März 1855 wurde der Antrag für eine Vollbanklizenz in Toronto mit einem Grundkapital von 500.000 Britischen Pfund hinterlegt. Im Juli 1856 eröffnete die Bank of Toronto ihre erste Niederlassung, mit drei Mitarbeitern in der 78 Church Street. Die Bank begann mit der Errichtung eines Filialnetzes in der Provinz Ontario. 1860 folgte eine Niederlassung in Montreal.
Die Bank of Toronto hatte zeitweise ihre Verwaltung im Gebäude an der 205 Yonge Street.
Zum 1. Februar 2000 übernahm TD die Bank Canada Trust von British American Tobacco und gliederte sie ein. In der Folge wird das Privat- und Geschäftskundengeschäft unter der Marke TD Canada Trust betrieben.
Im Oktober 2020 übernahm Charles Schwab den Broker TD Ameritrade, an dem die TD Bank zu diesem Zeitpunkt 43 Prozent der Anteile hielt, für rund 22 Milliarden US-Dollar. Die TD Bank hielt nach der Übernahme noch 13 Prozent am fusionierten Unternehmen.

## Strafe wegen Geldwäsche
Die TD Bank, erklärte sich im Oktober 2023 zur Zahlung von mehr als 3 Mrd. USD bereit. Sie bekannte sich in den USA schuldig, weil sie Drogenkartellen und anderen Kriminellen den Transfer von Hunderten von Millionen Dollar an illegalen Geldern ermöglicht hat. Die Bank hat nach Ansicht der Staatsanwaltschaft New York fast ein Jahrzehnt lang unzureichende Vorkehrungen gegen Geldwäsche getroffen und selbst dann nichts unternommen, als Mitarbeiter auf offensichtliche Fälle von Missbrauch hinwiesen. Die Geldstrafe ist die höchste in den USA die je im Rahmen der Anti-Geldwäsche-Gesetze verhängt wurde. 
Der CEO der Bank, Bharat Masrani, erklärte, er übernehme die volle Verantwortung und werde im April 2025 nach einem Jahrzehnt an der Spitze der Bank in den Ruhestand treten.

## Geschäftsbereiche
TD Bank Financial Group Geschäftsbereiche gliedern sich in:
- TD Asset Management – Globale Vermögensverwaltung
- TD Bank, N.A. – Zusammenschluss von Commerce Bank, TD Banknorth und TD Bank USA am 1. Juni 2008
- TD Canada Trust – Privat- und Geschäftskundenbanking
- TD Commercial Banking – Globales Geschäftskundenbanking
- TD Insurance – Versicherungen
- TD Securities – Globales Geschäftskunden-Investmentbanking

TD Securities ist der Investmentbanking-Teilbereich der Bank. Es bietet diverse Investmentprodukte für öffentliche und private Investoren.
Gehandelt werden fixed-income und Eigenkapital-Produkte, Währungen, Rohstoffe und Derivate an den Finanzmärkten weltweit. TD Securities verfügt über Büros in 18 Städten weltweit und beschäftigt 3000 Mitarbeiter. TD Securities ist einer der führenden Investment-Händler in Nordamerika und verfügt über eine starke Präsenz in Europa und ist in Asien tätig.
- TD Waterhouse – Investment und Private Banking
- Symcor Gemeinschaftsunternehmen für Rechnungsstellung und Rechnungswesen. Jeweils zu einem Drittel geführt von der Royal Bank of Canada, Bank of Montreal und der Toronto-Dominion Bank.

## Mitgliedschaften
Die Bank ist Mitglied der Canadian Bankers Association (CBA) sowie der Canada Deposit Insurance Corporation (CDIC), eine Agentur auf Bundesebene, die den Geldverkehr aller amtlich registrierten Banken Kanadas sichert. Weitere Mitgliedschaften sind:
- Interac
- NYCE ATM network
- Plus Network für Visa-Kreditkarten
- VISA International
- Cipf (kanadischer Einlagensicherungsfonds)

## Standorte
Das Bankhaus verfügt in jeder Provinz von Kanada, einschließlich des Yukon und der Nordwest-Territorien mehrere Standorte. Daneben verfügt das Unternehmen über Standorte in den USA, darunter in:
- Connecticut
- Delaware
- Florida
- Maine
- Maryland
- Massachusetts
- New Jersey
- New Hampshire
- New York
- North Carolina
- Pennsylvania
- Rhode Island
- South Carolina
- Vermont
- Virginia
- Washington, D.C.

## MBNA
Die MBNA ist eine Abteilung der TD Bank, die sich auf das Kreditkartengeschäft spezialisiert.